# Torleif Ericson

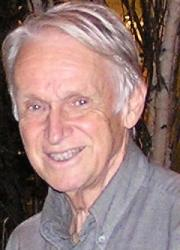
Professor Torleif Ericson

Torleif Ericson, född 2 november 1930 i Lund, är en svensk fysiker. Han disputerade 1958 vid Lunds universitet, är professor i teoretisk fysik och huvudsakligen verksam vid CERN. Han blev 1990 utländsk ledamot av Finska Vetenskaps-Societeten och 1993 ledamot av Vetenskapsakademien. Han är gift med den franska fysikern Magda Ericson.
Ericson har upptagits som en anmärkningsvärd fysiker i Marquis, Who is Who. 
Torleif Ericson är son till Ragnar Ericson och sonson till Oscar Ericson.
Ericson är känd för bl.a hans teoretiska arbete rörande Ericson-Ericson Lorentz-Lorenz korrektionen och Ericson-fluktuationer.